# Victoria Burge
Victoria Burge (1976) é uma artista americana conhecida pelo seu trabalho em gravura. O seu trabalho encontra-se incluído nas colecções do Smithsonian American Art Museum, do British Museum e do Metropolitan Museum of Art, em Nova York.